# En cinquième vitesse (magazine télévisé)
Pour les articles homonymes, voir En cinquième vitesse.
En cinquième vitesse (Fifth Gear) est un magazine télévisé automobile diffusé sur la chaîne Five au Royaume-Uni. Il a été diffusé pour la première fois en 2002 et en est aujourd'hui à sa vingt-cinquième saison, sachant que deux saisons sont diffusées chaque année.
Ce programme trouve son origine dans le remplacement du show originel Top Gear diffusé par la BBC jusqu'en 2001 (avant qu'une nouvelle formule ne voit également le jour sur la BBC en 2002). Five aurait aimé garder le nom Top Gear pour son show mais la BBC l'a refusé. D'anciens présentateurs de Top Gear comme Tiff Needell, Quentin Willson et Vicki Butler-Henderson ont été débauchés pour présenter le show.

## Présentateurs actuels
- Vicki Butler-Henderson
- Tom Ford
- Tim Shaw
- Tiff Needell
- Jason Plato
- Jonny Smith

## Formule de l'émission
Fifth Gear est un show de 45 minutes sur la passion automobile. Les essais se veulent donc en grande partie sportifs, mais pas en majorité, contrairement au show concurrent Top Gear. La partie sport automobile est d'abord portée par les essais de Vicky mais aussi par les duels (dog fights) entre Tiff et Jason. Tim et Tom sont les présentateurs principaux de l'émission et traitent de l'actualité automobile et de la partie consommation. Fifth Gear reste cependant un show décalé à l'anglaise et les parties les plus sérieuses gardent toujours un caractère ludique. Jonny, quant à lui, présente les nouveautés automobiles (plus généralistes) et également tous les bons plans.
Chaque show se déroule d'une manière différente du précédent et il n'est pas évident de donner un schéma type du déroulement de l'émission.

## Détails des saisons

### Saison 15
Épisode 1 ; diffusion le 5 janvier 2009
- Dog fight : KTM X-BOW contre Lotus 2-Eleven
- Les différents lavages-autos et leur incidence sur la peinture des véhicules
- Essai de la Golf VI par Jonny
- Essai de la Ferrari California par Vicky
- Crash test : un camion heurte une Opel Zafira par l'arrière

Épisode 2 ; diffusion le 12 janvier 2009
- Jason dresse un comparatif entre la nouvelle Twingo RS et son ancêtre, la R5 GT Turbo
- Tim essaye de repasser son permis de conduire
- Vicky teste la Smart Fortwo équipée du système Stop & Start
- Jonny s'essaye au stock-car
- Tiff essaye la dernière Porsche 911 équipée de la boîte PDK

Épisode 3 ; diffusion le 19 janvier 2009